# Misael Ruiz
Misael Antonio Ruiz Nicolás (Tocoa, Honduras, 20 de diciembre de 1986) es un futbolista hondureño. Juega como defensa y milita en el Boca Juniors de Tocoa de la Liga de Ascenso de Honduras.

## Trayectoria
El club que le permitió debutar fue el Platense de Puerto Cortés. El 18 de septiembre de 2009 fue fichado por el Liberia Mía de la Primera División de Costa Rica. En enero de 2010, regresó a Honduras para defender los colores del Real Juventud, pero terminarían descendiendo con el club. El 29 de julio de 2010 fichó por el Real Estelí de Nicaragua.
Sin poder encontrar club en primera, a mediados de 2011 inició una aventura por el Social Sol de la Liga de Ascenso. Reforzó al Real Sociedad para el Clausura 2013, mismo torneo en el cual se consagró subcampeón de la Liga Nacional de Honduras. El 2 de enero de 2015 fue fichado por el Victoria de La Ceiba, para desgracia de Ruiz, en este club terminaría consumando su segundo descenso como futbolista profesional.
El 9 de julio de 2016 arregló con Olimpia, club con el que disputará la Concacaf Liga Campeones 2016-17. Luego regresó a Social Sol, donde consumó su tercer descenso.

## Selección nacional
Fue campeón en el Preolímpico de Concacaf de 2008 con la Selección Hondureña Sub-23 dirigida por Alexis Mendoza. Compartió vestidor con jugadores de la talla de Georgie Welcome, Irvin Reyna, Kevin Hernández, Hendry Thomas, Mario Martínez y Ramón Núñez  entre otros.

## Clubes
| Club                  | País       | Año             |
| --------------------- | ---------- | --------------- |
| Platense              | Honduras   | 2005 - 2009     |
| Liberia Mía           | Costa Rica | 2009            |
| Real Juventud         | Honduras   | 2010            |
| Real Estelí           | Nicaragua  | 2010 - 2011     |
| Social Sol            | Honduras   | 2011 - 2012     |
| Real Sociedad         | Honduras   | 2013 - 2014     |
| Victoria              | Honduras   | 2015 - 2016     |
| Olimpia               | Honduras   | 2016            |
| Social Sol            | Honduras   | 2017            |
| Boca Juniors de Tocoa | Honduras   | 2017 - Presente |

## Palmarés

### Campeonatos nacionales
| Título                        | Club        | País      | Año  |
| ----------------------------- | ----------- | --------- | ---- |
| Primera División de Nicaragua | Real Estelí | Nicaragua | 2011 |

### Campeonatos internacionales
| Título                  | Club                       | País           | Año  |
| ----------------------- | -------------------------- | -------------- | ---- |
| Preolímpico de Concacaf | Selección Hondureña Sub-23 | Estados Unidos | 2008 |